# گورودیشچنسکایا
گورودیشچنسکایا (به لاتین: Gorodishchenskaya) یک منطقهٔ مسکونی در روسیه است که در استان آرخانگلسک واقع شده‌است.